# Long Time Dead
Long Time Dead is een Britse thriller-horrorfilm uit 2002 onder regie van Marcus Adams.

## Verhaal
Na een leuk avondje uit proberen een aantal Britse studenten geesten op te roepen met behulp van een ouijabord. Wanneer de sessie abrupt wordt afgebroken, komt er een demon naar deze wereld. Er is maar één mogelijkheid om hem weg te krijgen, namelijk dat degenen die hem opgeroepen hebben sterven.

## Rolverdeling
- Joe Absolom - Rob
- Lara Belmont - Stella
- Melanie Gutteridge - Annie
- Lukas Haas - Webster
- James Hillier - Spencer
- Alec Newman - Liam
- Mel Raido - Joe
- Marsha Thomason - Lucy
- Tom Bell - Becker
- Michael Feast - Paul Brennan
- Cyril Nri - Dr. Wilson